# Diadegma johanseni
Diadegma johanseni là một loài tò vò trong họ Ichneumonidae.